# Parancistrocerus discarinatus
Parancistrocerus discarinatus (лат.) — вид одиночных ос рода Parancistrocerus (Eumeninae, Vespidae). Юго-Восточная Азия: Таиланд (Саконнакхон (провинция); Phu Phan National Park, Behind forest prot. Unit at Huay Wien Prai, 17°6.81′N, 104°0.318′E, на высоте 318 м). Мелкие осы (длина менее 1 см; самка 6 мм; самец неизвестен). Основная окраска чёрная со светлыми отметинами. Брюшко стебельчатое. От близких видов отличается следующими признаками: клипеус с чёрным пятном мезально; пунктировка тергита Т2 равномерная; тергит Т1 редко пунктирован. Затылочный киль неполный, исчезающий на вершине. Вершина тергитов Т2 и Т3 не удлинена мезально. Вторая субмаргинальная ячейка переднего крыла нестебельчатая. На передней части переднеспинки есть пара срединных ямок. Вид был впервые описан в ходе ревизии юго-восточно-азиатских видов, проведённой в 2019 году энтомологами Т.Ли (Chongqing Normal University, Chongqing, КНР) и Джеймсом Карпентером (Division of Invertebrate Zoology, American Museum of Natural History, Нью-Йорк, США). Осы Parancistrocerus строят гнёзда в различных полостях, а взрослые самки охотятся на личинок насекомых, в которых происходит развитие личинок ос.